# Посєвіна Олена Олександрівна
Олена Олександрівна Посєвіна (рос. Елена Александровна Посевина, 13 лютого 1986) — російська гімнастка, олімпійська чемпіонка.

## Виступи на Олімпіадах
| Олімпіада  | Дисципліна | Місце |
| ---------- | ---------- | ----- |
| Афіни 2004 | групові    | 1     |
| Пекін 2008 | групові    | 1     |